# Нката-Бей (округ)
Нката-Бей (англ. Nkhata Bay) — округ в Северном регионе Малави. По состоянию на 2008 год в округе проживало 215 789 человек. Площадь территории составляет 4 071 км². Административный центр — город Нката-Бей.

## География
На востоке округа находится озеро Ньяса. На востоке граничит с округом Мзимба, а на севере с округом Румфи.